# Baklaköy, Köşk
Baklaköy là một xã thuộc huyện Köşk, tỉnh Aydın, Thổ Nhĩ Kỳ. Dân số thời điểm năm 2010 là 303 người.